# Ley sobre la Abolición del Reichsrat
La Ley sobre la Abolición del Reichsrat (en alemán: Gesetz über die Aufhebung des Reichsrats) fue una medida promulgada por el gobierno de la Alemania nazi el 14 de febrero de 1934 que abolió la segunda cámara del parlamento alemán.

## Antecedentes
La Constitución de la República de Weimar estableció un parlamento bicameral formado por el Reichstag y el Reichsrat. El Reichsrat (Consejo del Reich) fue el organismo mediante el cual los estados federales alemanes (en alemán: Länder) participaron en la formación de legislación a nivel nacional. Los diputados del Reichsrat eran miembros o representantes de los ministerios estatales y estaban sujetos a las instrucciones de sus respectivos gobiernos estatales. Los estados estaban representados en el Reichsrat en función de su población. Si bien habitualmente se hacía referencia al Reichsrat como la "cámara alta", en realidad no era tan poderoso como el Reichstag. Sus poderes consistían más bien en retrasar o bloquear la legislación propuesta reteniendo el consentimiento requerido. Los ministros del gobierno del Reich debían informar al Reichsrat sobre la legislación o los reglamentos administrativos propuestos y permitirle expresar objeciones. El Reichsrat también podía vetar la legislación aprobada por el Reichstag, y el veto sólo podía ser anulado por dos tercios de los votos del Reichstag.
Después de que Adolf Hitler se convirtiera en Canciller del Reich el 30 de enero de 1933, inició el proceso de Gleichschaltung (coordinación) para asumir el control de todos los aspectos del gobierno y la sociedad alemanes. Los primeros pasos implicaron tomar el control efectivo de los Landtage (parlamentos) estatales a través de la Ley Provisional sobre la Coordinación de los Estados con el Reich (31 de marzo de 1933). El siguiente paso llegó con la Segunda Ley sobre la Coordinación de los Estados con el Reich (7 de abril de 1933), que nombró un Gobernador del Reich (Reichsstatthalter) en cada estado para supervisar la administración gubernamental. Quizás lo más importante sea que la Ley sobre la Reconstrucción del Reich (30 de enero de 1934) abolió los Landtage estatales y transfirió formalmente la soberanía de los estados al gobierno central del Reich.
Los estados, aunque no eliminados, ya no eran componentes participantes en un sistema federal sino meras unidades administrativas de Alemania, que ahora era esencialmente un Estado unitario. En ese momento, no tenían ninguna función que desempeñar en la legislación nacional, por lo que tenía poco sentido conservar el Reichsrat. Por tanto, el siguiente paso lógico en la implacable disminución nazi de los estados fue la eliminación total del Reichsrat. Esto se lograría mediante la Ley sobre la Abolición del Reichsrat, que fue redactada por el Ministro del Interior del Reich, Wilhelm Frick, quien también sirvió como presidente del Reichsrat.

## Texto

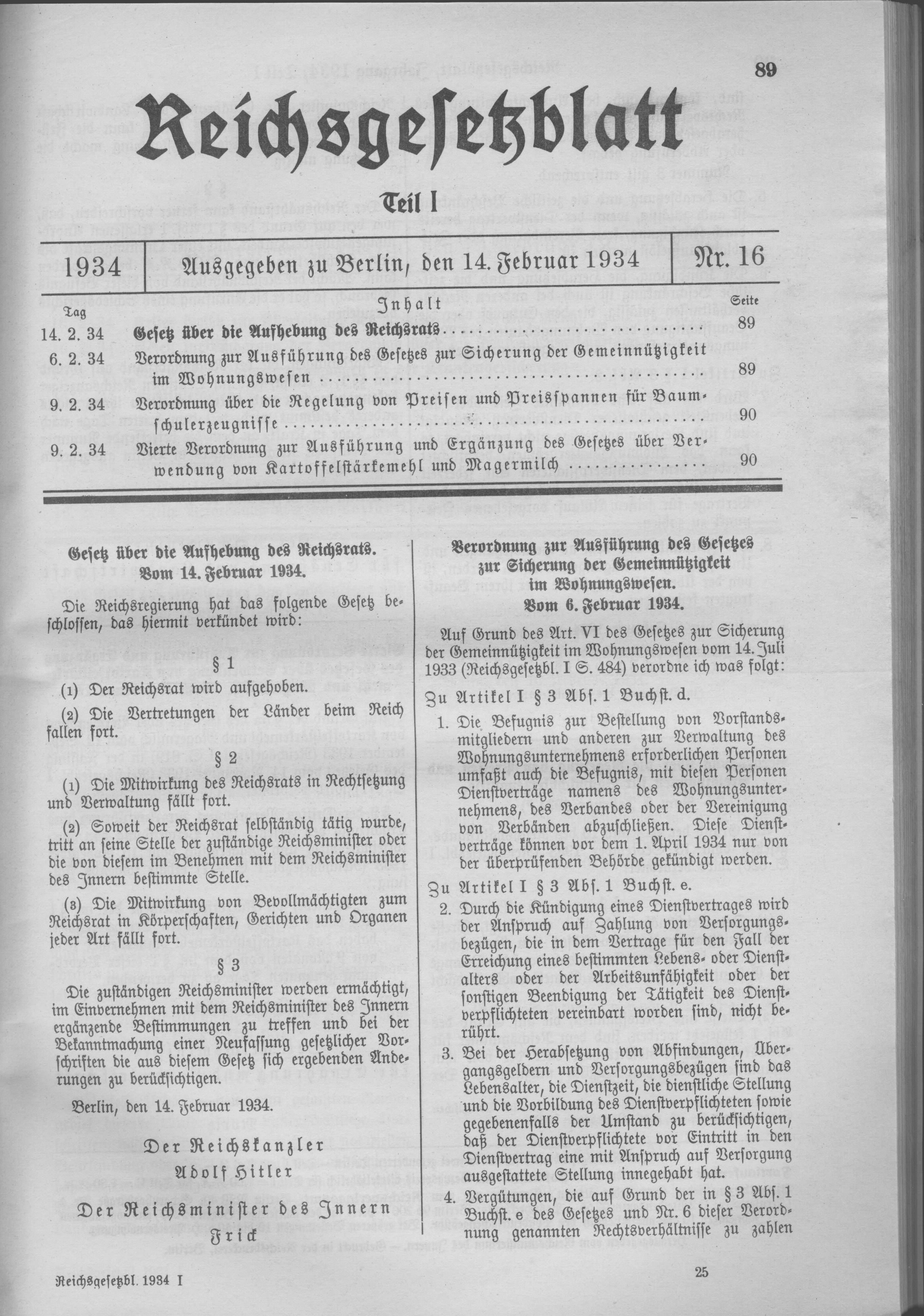
Promulgación de la Ley sobre la Abolición del Reichsrat en el Reichsgesetzblatt del 14 de febrero de 1934.

Ley sobre la Abolición del Reichsrat. 14 de febrero de 1934.
El gobierno del Reich ha aprobado la siguiente ley, que por la presente se promulga:
§ 1
(1) Se disuelve el Reichsrat.
(2) La representación de los estados en el Reich deja de existir.
§ 2
(1) Cesa la participación del Reichsrat en la legislación y la administración.
(2) En la medida en que el Reichsrat actuaba de forma independiente, ocupará su lugar el Ministro del Reich responsable o el cargo que éste determine previa consulta con el Ministro del Interior del Reich.
(3) Se retira la participación de personas autorizadas ante el Reichsrat en corporaciones, tribunales y órganos de cualquier tipo.
§ 3
Los ministros competentes del Reich están autorizados a adoptar disposiciones adicionales de acuerdo con el Ministro del Interior del Reich y a tener en cuenta las modificaciones resultantes de esta ley al promulgar una nueva versión de las normas legales.
Berlín, 14 de febrero de 1934.
El Canciller del Reich Adolf Hitler
El Ministro del Interior del Reich, Frick.

## Constitucionalidad
De acuerdo con los poderes de emergencia que le concedió la Ley habilitante (23 de marzo de 1933), el gobierno del Reich (es decir, el Canciller del Reich y su gabinete) promulgó la ley sin pasar por el Reichstag y sin obtener la firma del Presidente del Reich, Paul von Hindenburg. A primera vista, la ley parecía ser una clara violación del artículo 2 de la Ley habilitante que salvaguardaba específicamente la existencia del Reichsrat: "Las leyes promulgadas por el Gabinete del Reich pueden desviarse de la Constitución siempre que no afecten a las instituciones del Reichstag y del Reichsrat." Sin embargo, la posterior Ley sobre la Reconstrucción del Reich (30 de enero de 1934), aprobada por el Reichstag en forma de enmienda constitucional, contenía el siguiente texto en el artículo 4: "El gobierno del Reich puede dictar nuevas leyes constitucionales". Por lo tanto, algunos han argumentado que la abolición del Reichsrat por ley del gabinete puede haberse adherido al proceso legal entonces vigente. Otro contraargumento presentado por el historiador Richard J. Evans señala que muchos de los gobiernos estatales habían sido derrocados por los nazis mediante la fuerza o la coerción y, por lo tanto, "no estaban constituidos ni representados adecuadamente" cuando el Reichsrat dio su consentimiento a las leyes mencionadas. No hace falta decir que estos puntos constitucionales relativos a la legitimidad de la ley nunca fueron litigados por el Tribunal Supremo de la Alemania nazi.

## Consecuencias
La promulgación de la ley abolió el Reichsrat y eliminó formalmente la participación de los estados alemanes en la legislación nacional. En realidad, esto fue menos significativo de lo que podría haber parecido en un principio. Mientras que en el pasado el Reichsrat había servido como control de las acciones del Reichstag en la República de Weimar, en 1934 ya no era así. Una vez que los nazis se aseguraron el control de los gobiernos de los estados alemanes, utilizaron este poder para nombrar a sus seguidores como representantes estatales ante el Reichsrat. No hace falta mirar más allá de la acción del Reichsrat al aprobar la Ley habilitante en la tarde del 23 de marzo de 1933, donde "el procedimiento sólo ocupó unos pocos minutos y se dio la aprobación unánime sin debate" para ver que ya no servía como una ley independiente y órgano legislativo deliberante, pero ahora quedó reducido a un estatus de pseudoparlamento. Los estados no recuperarían su función legislativa nacional hasta mayo de 1949, cuando la Ley Fundamental para la República Federal de Alemania dispuso la creación de un Bundesrat, que se convirtió en la organización sucesora del Reichsrat.